# Packer Straße
Die Packer Straße B 70  ist eine Landesstraße in Österreich, die als ehemalige Bundesstraße wie solche Straßen weiterhin die Abkürzung B trägt und umgangssprachlich auch nach wie vor als Bundesstraße bezeichnet wird, jedoch von der Region abgeleitete Namen trägt. Als Packer Straße verläuft sie  in den Bundesländern Steiermark und Kärnten und ist 157,7 km lang. Vor dem Bau der Süd Autobahn war sie die beste Möglichkeit, von Graz nach Klagenfurt zu gelangen.

## Geschichte
Durch einen Beschluss des steirischen Landtages vom 13. Februar 1896 wurde die Straße von Köflach nach Hasendorf, Edelschrott und Pack zu einer Bezirksstraße I. Klasse aufgewertet.
Die Packstraße wurde gemäß Bundesgesetz vom 15. Juli 1930 durch den Bund übernommen und bundesstraßenmäßig ausgebaut.
Am 31. Mai 1936 wurde diese neu erbaute Ost-West-Verbindung feierlich eröffnet. Bis 1938 wurde die Packer Straße als B 25 bezeichnet, nach dem Anschluss Österreichs wurde die Packer Straße bis 1945 als Teil der Reichsstraße 333 geführt.

## Verlauf und Beschreibung der Strecke
Sie führt von Graz über Lieboch, Voitsberg, Köflach zur steirischen Landesgrenze auf dem Packsattel (1169 m). In Kärnten führt sie weiter durch Frantschach-Sankt Gertraud, Wolfsberg, St. Andrä, über den Brennerberg, Griffen und Völkermarkt nach Klagenfurt.
In Graz beginnt die Packer Straße an der großen Ampelkreuzung mit der Grazer Straße B 67 (Lazarettgürtel, Lazarettgasse; Gürtelturmplatz). Der lokale Straßenname ist in Graz Kärntner Straße. Wenige Meter danach unterführt die Straße die Südbahn mit der in Bau befindlichen Koralmbahn (Stand 2017). In diesem Bereich bis zur Kreuzung mit der Peter-Rosegger-Straße ist die B 70 vierspurig ausgebaut. Weiter stadtauswärts befindet sich der Anschluss an die Pyhrn Autobahn A 9. Die Straße durchquert dann die Gemeinden Seiersberg-Pirka und Haselsdorf-Tobelbad.
In der Gemeinde Lieboch zweigt an einem Kreisverkehr die Radlpass Straße B 76 ab. Von dieser Kreuzung bis zur Anschlussstelle Mooskirchen verläuft die Landesstraße parallel zur Süd Autobahn A 2. Beginnend beim Kreisverkehr dieser Anschlussstelle ist die B 70 Hauptzubringer zu den Städten Voitsberg und Köflach. Dementsprechend hoch ist das Verkehrsaufkommen.
2005 wurde die Ortsumfahrung der Gemeinde Krottendorf-Gaisfeld eröffnet. Am Beginn und Ende der neuen Straße wurde je ein Kreisverkehr errichtet. Der bisherige Straßenabschnitt der B 70 in diesem Bereich, wurde zur Privatstraße des Landes Steiermark erklärt.
Im Anschluss an diese Umfahrung Richtung Kärnten befinden sich die sogenannten Kremser Reihen (benannt nach dem nahe gelegenen Ort Krems). Gemeint ist damit die kurvenreiche Strecke, die in jede Richtung jeweils zwei Fahrstreifen besitzt und sich an den beiden Ufern der Kainach befindet. Im Jahr 2005 wollten Lokalpolitiker die Straße in zwei Straßen mit jeweils einem Fahrstreifen je Richtung zurückstufen. Grund dafür war die Unfallhäufigkeit dieses Abschnittes. Eine Bürgerinitiative verhinderte dieses Vorhaben aber wieder. Stattdessen werden dort vermehrt Geschwindigkeitskontrollen durchgeführt.
Im weiteren Verlauf folgt die Umfahrung Voitsberg, die teilweise als Unterflurtrasse ausgeführt ist. Die B 70 führt weiter vierspurig durch ein Gewerbe- und Geschäftsgebiet und die Gemeinde Rosental an der Kainach. Zwischen Rosental und Köflach folgt anschließend der am besten ausgebaute Abschnitt der Packer Straße, der jeweils mit zwei Fahrspuren je Richtung und einer Mitteltrennung ausgeführt ist. Jedoch befinden sich einige niveaugleiche Kreuzungen auf der Strecke, welche aber sehr schwach frequentiert sind. Die im weiteren Verlauf folgende Umfahrung Köflach besitzt dagegen nur niveaufreie Kreuzungen, ist aber nur zweispurig.
Nach Köflach Richtung Klagenfurt zweigt die Gaberl Straße B 77 von der Packer Straße an einer ampelgeregelten Kreuzung ab. Im weiteren Verlauf hat die B 70 den Charakter einer Gebirgsstraße und führt durch die Gemeinden Edelschrott und Hirschegg-Pack über den Packsattel nach Kärnten und dort durch die Gemeinde Preitenegg. Da es sich um eine Landesstraße handelt, gilt als amtlicher Endpunkt für das jeweilige Land die Landesgrenze am Packsattel. Das hat aber auf die Verkehrsbedeutung und auch auf die Bezeichnung keinen Einfluss, die Erhaltungsarbeiten, Schneeräumung usw. richten sich allerdings danach.
In Twimberg, einer Katastralgemeinde von Bad St. Leonhard, beginnt an der Packer Straße die Obdacher Straße B 78. Danach führt die Straße durch Frantschach-Sankt Gertraud, Wolfsberg und St. Andrä durch das Lavanttal. In Wolfsberg zweigen die B 70a (Abzweigung Wolfsberg/Süd) und die B 70b (Abzweigung Wolfsberg/Nord) von der Straße ab, welche jeweils die Verbindung der Packer Straße mit den Anschlussstellen Wolfsberg Süd und Wolfsberg Nord der Südautobahn herstellen.
Kurvenreich geht es ab St. Andrä über den Griffner Berg. Zahlreiche Steigungsstrecken sind in diesem Abschnitt zweispurig ausgebaut. Dies war vor dem Bau der Südautobahn für die Packer Straße notwendig, da LKW den steilen Weg über den Griffner Berg nur im Kriechtempo vorankommen. Zwischen der Gemeinde Griffen und der Anschlussstelle Völkermarkt Ost führt die Straße mit wenigen Metern Abstand an der Autobahn entlang. Im Gemeindegebiet von Völkermarkt zweigt in Richtung Klagenfurt zuerst die Lavamünder Straße B 80 von der Packer Straße ab, und dann kreuzt die Seeberg Straße B 82 die B 70, wobei beide sich auf einem kurzen Stück die Straße teilen.
Westlich von Völkermarkt soll laut Planungen die neue Völkermarkter Westumfahrung von der Packer Straße abzweigen. Dieses Bauprojekt beinhaltet auch den Ausbau der stark befahrenen Straße zwischen Völkermarkt und der A 2 Anschlussstelle Völkermarkt West inklusive niveaufreiem Ausbau.
Da die Süd Autobahn zwischen Völkermarkt West und Klagenfurt erst relativ spät gebaut wurde (Eröffnung am 25. November 1999), ist die Packer Straße zwischen dieser Anschlussstelle und Klagenfurt sehr gut ausgebaut. Es gibt durchgängig zwei Fahrspuren in jede Richtung, jedoch zahlreiche niveaugleiche Kreuzungen. Die Strecke war berüchtigt für zahlreiche schwere Verkehrsunfälle, besonders Frontalzusammenstöße ereigneten sich aufgrund einer fehlenden Mitteltrennung. Seit der Eröffnung der Autobahn ist das Verkehrsaufkommen stark gesunken, und die Strecke wurde auf Teilabschnitten zurückgebaut oder mit großzügigen Verkehrsinseln versehen.
In Klagenfurt führt die Packer Straße  als Völkermarkter Straße von der Stadtgrenze im gesamten Verlauf vierspurig mit Ausnahme des letzten einbahnigen Stückes  bis an den Ring und dann als Teil des Völkermarkter und St. Veiter Rings bis zur Kärntner Straße B 83.

## Kritik
Verkehr und Lärmbelastung auf der B70 haben zugenommen, auch nützen Lkw die Strecke weiterhin um sich die Maut auf der Autobahn zu sparen.
Die Bürgerinitiative „Leben an der B70“ hat Lärmmessungen bei Anrainern vom Land beantragt, fordert Lkw-Fahrverbote und Straßenrückbau und überlegt auch „auf die Straße zu gehen.“
Straßenbau-Landesrat Martin Gruber (ÖVP) kündigte im November 2020 an, dass 2021 ein Rückbau von Völkermarkt-West (A2-Abfahrt) begonnen wird. Die Kosten dafür werden 3,5 Mio. € betragen. Seit 2021 wird in Etappen am Rückbau der B70 zwischen Völkermarkt und Grafenstein gearbeitet. Auf einer Länge von über 9 Kilometern wird die B70 dabei von vier auf zwei Hauptfahrspuren reduziert. Neben einer Fahrspur je Fahrtrichtung wird für den Langsamverkehr eine eigene Spur geschaffen und durch einen Grünstreifen abgetrennt. 2023 sollen die letzten beiden Abschnitte umgesetzt werden. Lkw-Geschwindigkeitslimits werden geprüft, ein Lkw-Fahrverbot ist laut Behörde nicht möglich. Östlich vor Völkermarkt, bei St. Agnes, wird die von Anrainern seit langem geforderte Lärmschutzwand „jetzt“ errichtet.